# Седака, Нил
Нил Седака (англ. Neil Sedaka; род. 13 марта 1939 года, Нью-Йорк) — американский пианист, вокалист и автор песен, который получил известность как кумир подростков рубежа 1950-х и 1960-х. В 1962 году Седака впервые возглавил Billboard Hot 100 («Breaking Up Is Hard to Do»); тринадцать лет спустя он вернулся на вершину поп-чартов — с «Bad Blood» и «Laughter in the Rain». Десять альбомов певца входили в Billboard 200.

## Первая слава
Родился в Бруклине, в семье Мордехая Седаки (1913—1981) — сефардского еврея, чьи родители иммигрировали в 1910 году из Стамбула (Османская империя); мать — Элинор Аппель (1916—2006) — ашкеназского происхождения с корнями в России и Польше. Вырос в бруклинском районе Брайтон-Бич, где посещал школу Авраама Линкольна. Уже с 13 лет Нил писал песни вместе со своим товарищем Говардом Гринфилдом. Отчаявшись добиться успеха с оригинальными работами, он провёл несколько дней, прослушивая наиболее популярные радиохиты 1958 года. По собственным воспоминаниям, таким образом ему удалось вывести секреты написания стопроцентного шлягера, которые он применил к своей новой работе «Oh, Carol», посвящённой его школьной подружке Кэрол Кинг. В 1959 году эта песня стала общенациональным хитом, а мальчишеский голос Седаки стал непременным атрибутом музыкальных радиостанций того времени.
В феврале 1961 года Седака выпустил рок-н-ролльный хит «Calendar Girl» (4-е место в США) и написал музыку для молодёжного фильма «Солнце, море и парни» с участием Конни Фрэнсис. Он становится одним из самых востребованных композиторов поп-музыки для подростков. Многие его хиты были написаны и записаны не выходя из здания Brill Building, которое считалось неформальной штаб-квартирой нью-йоркской музыкальной индустрии. Наиболее удачным примером такого рода была зажигательная композиция «Breaking Up Is Hard to Do» (1-е место в США, 1962). Существуют десятки версий этой песни, из которых наиболее известна меланхолическая переработка, сделанная самим Седакой в середине 1970-х.

## После 1964
«Британское вторжение» 1964 года на время положило конец популярности Седаки в США. Во второй половине 1960-х он пишет песни для американских (Шер) и британских (Том Джонс) эстрадных исполнителей, причём именно британская публика наиболее тепло принимала его новые работы (напр., перевод песни «Ring Ring» группы ABBA на английский язык). Седака разрывает отношения с безнадёжно отставшим от моды Гринфилдом и вместе с новым соавтором, Филом Коди, сочиняет более «взрослые» песни — такие, как «Laughter in the Rain» и «Solitaire» (известна в исполнении The Carpenters, Энди Уильямса и Элвиса Пресли).
С целью покорения американских слушателей ветеран поп-музыки подписал в 1975 г. контракт с лейблом Rocket Records, принадлежавшим Элтону Джону. Вслед за триумфом «Laughter in the Rain» их совместная с Элтоном работа «Bad Blood» добралась до первой строчки в Billboard Hot 100. Несмотря на шумный успех этих шлягеров, два года спустя Седака перешёл на лейбл Elektra Records, где продюсированием его записей занялся сам Джордж Мартин. К этому времени интерес к сольным работам Седаки пошёл на убыль, однако написанные им для других исполнителей песни продолжали пользоваться спросом. Так, «Love Will Keep Us Together» в исполнении семейного дуэта Captain & Tennille стала абсолютным бестселлером 1975 г. в США, а «Is This the Way to Amarillo» Тони Кристи признан самым кассовым синглом Великобритании по итогам 2005 года.
В последние годы Нил Седака выступил также с исполнением песен на идише (в том числе альбом Brighton Beach Memories — Воспоминания о Брайтон-Бич, 2003).
Песня "Oh! Carol" вошла в серию игр Mafia 3, Fallout 76. Песня "Breaking Up Is Hard to Do" вошла  в серию игр Grand Theft Auto V.

## Избранные песни
- Oh! Carol (1959) — 9 место в Billboard Hot 100, 5 место в Cashbox Top 100
- Happy Birthday Sweet Sixteen (1961) — 6 место в Billboard Hot 100, 9 место в Cashbox Top 100
- Breaking Up Is Hard to Do (1962) — 2 недели на 1 месте в Billboard Hot 100, 1 неделя на 1 месте в Cashbox Top 100